# Chieko
Chieko (jap. ちえこ, チエコ) – żeńskie imię japońskie.

## Możliwa pisownia
Chieko można zapisać używając wielu różnych znaków kanji i może znaczyć m.in.:
- 恵子, „dziecko mądrości/intelektu”[1]
- 知恵子, „mądrość, łagodność, dziecko”
- 千恵子, „tysiąc, łagodność/błogosławieństwo, dziecko”
- 千枝子, „tysiąc, gałąź, dziecko”
- 智恵子, „mądrość, łagodność, dziecko”
- 智栄子

## Znane osoby
- Chieko Honda (知恵子), japońska seiyū
- Chieko Hosokawa (智栄子), japońska mangaka
- Chieko Higuchi (智恵子), japońska seiyū i piosenkarka
- Chieko Kawabe (千恵子) japońska piosenkarka, modelka i aktorka
- Chieko Sugawara (智恵子), japońska szermierka specjalizująca się we florecie

## Fikcyjne postacie
- Chieko (千絵子), bohaterka mangi i anime Kuragehime
- Chieko Ayase (千恵子), bohaterka Chihayafuru
- Chieko Sannomiya (千恵子), bohaterka mangi i anime I My Me! Strawberry Eggs